# Tom Clancy's Ghost Recon: Future Soldier
Tom Clancy's Ghost Recon: Future Soldier är en tredjepersonsskjutare utvecklat och gavs ut av Ubisoft till Playstation 3 och Xbox 360 i maj 2012. PC-versionen gavs ut i juni samma år. Future Soldier är den femte delen i Ghost Recon-serien, och tillkännagavs av Ubisoft den 22 januari 2009. Spelet utspelar sig i en futuristisk framtid, där man styr en fyrmannagrupp av elitsoldater som deltar i operationer i Nigeria, Pakistan, Ryssland och Norge.